# آنتار (ریمسکی-کورساکوف)
آنتار قطعه‌ای برای ارکستر سمفونیک در چهار موومان از آهنگساز روسی نیکلای ریمسکی-کورساکف است. او این قطعه را در سال ۱۸۶۸ نوشت اما در سال‌های ۱۸۷۵ و ۱۸۹۱ آن را اصلاح کرد. او در ابتدا این اثر را سمفونی شماره ۲ خود نامید اما بعداً تجدید نظر کرد و آن را یک مجموعه سمفونیک نامید. این اثر اولین بار در مارس ۱۸۶۹ در کنسرت انجمن موسیقی روسیه اجرا شد.
آنتار برای یک ارکستر متشکل از ۳ فلوت (سومین دوبلاژ روی پیکولو)، ۲ ابوا (دوبار دوم کر آنگله)، ۲ کلارینت در لا و سی بمل، ۲ فاگوت، ۴ کر در فا، ۲ ترومپت در لا و سی بمل نواخته می‌شوند. از دیگر سازها می‌توان به ۳ ترومبون، ۲ توبا، تیمپانی، طبل بزرگ، سنج، دایره‌زنگی، گونگ، مثلث، طبل کوچک، ۲ چنگ و تار اشاره کرد.